# Spy × Family - Code: White
Spy × Family - Code: White (スパイファミリー▪コード:ホワイト?, 劇場版 SPY×FAMILY CODE: White) è un film d'animazione del 2023 scritto da Ichirō Ōkouchi e diretto da Takashi Katagiri, tratto dal manga Spy × Family di Tatsuya Endo. 

## Trama
Dopo aver completato con successo una missione per WISE, Loid Forger apprende dal suo contatto, Sylvia Sherwood, che verrà riassegnato e sostituito nell'"Operazione Strix" a causa degli ordini dei piani alti, ma potrebbe essere in grado di impedirlo se fa progressi significativi. Mentre lascia il punto d'incontro, Loid ha un'interazione con la sua collega spia Fiona Frost, che viene vista da lontano da Yor, facendole credere che lui l'abbia baciata. Le sue colleghe la informano dei segni rivelatori di tradimento, facendola diventare ancora più paranoica.
Loid apprende da Anya che nella sua classe alla Eden Academy si terrà una gara di cucina e che il vincitore potrebbe ricevere una Stella. Sapendo che il giudice è il preside e che il suo piatto preferito è la Meremere, in particolare una versione regionale del paese settentrionale di Frigis, decide di portare lì la famiglia per provare il piatto e salvare l'Operazione Strix ricreandolo. Durante il viaggio in treno, Anya scopre una chiave e, dopo aver letto la mente precognitiva del loro cane Bond, scopre che c'è un tesoro a bordo. Trova e apre la valigia, che contiene un cioccolatino che mangia. I proprietari della valigia la trovano e cercano di catturarla, ma Yor interviene mettendoli fuori combattimento.
I Forger arrivano a Frigis e visitano il ristorante "Rubble & Bonds" dove intendono mangiare la loro ultima Meremere. Tuttavia, un arrogante colonnello di nome Snidel, accompagnato dalla polizia militare, irrompe e prende la Meremere per sé, battendo Loid in una competizione per sua ulteriore soddisfazione. Dato che il ristorante non ha abbastanza ingredienti per preparare più dessert, Yor suggerisce di trovarli da soli, cosa che la famiglia accetta. Durante la loro ricerca, Yor diventa sempre più ansiosa credendo che Loid intenda "rompere" con lei, anche dopo averle regalato un rossetto, così lei finisce per ubriacarsi e provocare una scenata. Leggendo nella sua mente i problemi di Loid e Yor, Anya crea una situazione per metterli da soli sulla ruota panoramica, dove sono in grado di spiegare l'equivoco e riaffermare i loro "sentimenti" l'uno verso l'altra.
Nel frattempo, Snidel torna nella sua base militare dove stanno per decollare con il loro dirigibile. Viene rivelato che il cioccolato che Anya ha mangiato conteneva un importante microfilm che Snidel intendeva utilizzare per istigare un'altra guerra contro Westalis, quindi manda i suoi sottoposti a prenderla. Loid tenta di trovare l'ultimo ingrediente per la Meremere, il liquore alla ciliegia, ma senza successo; Anya propone di aiutarlo, ma si sente depressa quando lui rifiuta. Usando i suoi poteri, scopre dove trovare il liquore alla ciliegia e sgattaiola fuori dal loro hotel per prenderlo. Lei e Bond ottengono il liquore, ma viene catturata dai subalterni di Snidel, con Bond lasciato indietro.
Loid e Yor cercano freneticamente Anya, trovando Bond che ha interrotto un incontro dei militari, e deducendo che l'hanno rapita. Fiona arriva all'improvviso e informa Loid della missione con la massima priorità di WISE nel recuperare il microfilm. Loid sente attraverso una trasmissione militare che Anya ha mangiato il microfilm e dopo aver appreso che è sull'aeronave, requisisce un aereo per salvarla; Yor si unisce furtivamente nella cabina di pilotaggio per aiutare.
Loid fa un atterraggio di fortuna sul dirigibile dopo che esso gli ha lanciato missili antiaerei, intrufolandosi sulla nave con le sue tecniche di travestimento. Allo stesso tempo, Yor usa le armi da fuoco e accidentalmente causa un incendio che inizia a diffondersi ovunque. Nel frattempo, Anya cerca disperatamente di trattenere i movimenti intestinali, sapendo che Snidel e i suoi sottoposti intendono recuperare il microfilm attraverso i suoi escrementi. Riesce a scappare temporaneamente durante il trambusto di Yor, ma viene ripresa e nascosta nella cabina di pilotaggio da Snidel.
Un Loid travestito entra per trovare Anya, ma Snidel si rende subito conto che è lui grazie al suo eccezionale senso dell'olfatto, provocando una sparatoria. Snidel tenta di utilizzare il gas sperimentale su Loid, ma Anya riesce a liberarsi dalle sue restrizioni in tempo per aprire le finestre, espellendo il gas. Loid, ora travestito da Snidel, lo sconfigge prontamente e ordina a tutti gli uomini di abbandonare la nave. Nel frattempo, Yor affronta un misterioso e pericoloso soldato meccanizzato noto come "Type F", e dopo un combattimento ravvicinato vince dandogli fuoco usando il rossetto che Loid le ha dato.
La famiglia Forger si riunisce e riesce a guidare il dirigibile in modo che si schianti nel lago, evitando la città; Loid trova anche il microfilm incastrato tra i denti di Anya. Tornato a casa, Loid presenta il microfilm recuperato a Sylvia, che è contenta e lo informa anche che l'Operazione Strix rimarrà a lui. Anya sta per iniziare la gara di cucina con la sua classe, ma a causa di un incidente la gara viene rimandata. Dal momento che il giudice diventa il vicepreside, questo spinge Loid a suggerire un altro viaggio per indagare su un nuovo dessert, questa volta in una regione più calda, che secondo la previsione di Bond sarà una vacanza rilassante questa volta.

## Promozione
Un film d'animazione cinematografico basato sul manga e anime Spy × Family è stato annunciato durante il Jump Festa '23 tenutosi il 18 dicembre 2022. Il 25 marzo 2023 è stato rivelato il titolo, Spy × Family - Code: White, e la data di uscita, il 22 dicembre 2023. Il lungometraggio presenta una storia originale scritta da Tatsuya Endo, che supervisiona anche la produzione e cura il character design. La pellicola è diretta da Takashi Katagiri mentre la sceneggiatura è scritta da Ichirō Ōkouchi. Il 12 settembre 2023 è stato annunciato che Tomoya Nakamura e Kento Kaku avrebbero doppiato rispettivamente Dmitri e Luka, il duo di cattivi ideati appositamente per il film. Il 22 settembre 2023 è stato confermato che Banjō Ginga e Shunsuke Takeuchi avrebbero doppiato altri due cattivi, Snyder e Type F.

## Distribuzione
In Giappone la pellicola è stata distribuita a partire dal 22 dicembre 2023 dalla Toho.
A livello internazionale, il film è stato distribuito da Crunchyroll in collaborazione con Sony Pictures Entertainment nel corso del 2024: nei cinema italiani è disponibile dal 24 aprile 2024.

### Edizione italiana
Il doppiaggio italiano è stato diretto da Renata Bertolas e dialogato da Francesca Scivoli, presso Iyuno Italy di Milano.